# Amblyrhynchichthys truncatus
Amblyrhynchichthys truncatus es una especie de peces de la familia de los
Cyprinidae en el orden de los Cypriniformes.

## Morfología
Los machos pueden llegar alcanzar los 40 cm de longitud total.

## Alimentación
Come fitoplancton, zooplancton y algas  bentónicas.

## Reproducción
Es ovíparo.

## Hábitat
Es un pez de agua dulce. y de clima tropical.

## Distribución geográfica
Se encuentran en Asia:  cuencas de los ríos  Mekong y Chao Phraya, Sumatra, Borneo y el río Maeklong.

## Uso comercial
Los ejemplares grandes se comercializan frescos.